# Curtiss O-24
O Curtiss O-24 foi uma aeronave de observação proposta que seria projectada pela Curtiss-Wright. Era para ter sido movida por um único motor radial Pratt & Whitney R-1340 Wasp; no entanto, o projeto foi cancelado antes que qualquer aeronave fosse construída.